# Dietrich DP II
Die Dietrich DP II ist ein deutsches Schul- und Sportflugzeug aus dem Jahr 1923 und das in den größten Stückzahlen gebaute Muster der von 1923 bis 1926 bestehenden Dietrich-Gobiet Flugzeugwerk AG in Kassel-Bettenhausen.

## Entwicklung

### Dietrich DP II
Die Dietrich DP II war eine Weiterentwicklung des Dietrich Passagier Doppeldeckers DPD oder Dietrich DP I, der sich für einen wirklichen Großserienbau nicht eignete. Bereits 1922 überarbeiteten Richard Dietrich und Max Gerner den Entwurf bei der Flugzeugbau Richard Dietrich GmbH in Mannheim. Anstelle des mit Stilen und Drahtseilen verspannten Flügels legten Dietrich und Gerner die Dietrich DP.II als vollständig freitragende Konstruktion aus. Der ursprüngliche 70 PS Gnome-Motor wurde durch einen kleineren 50 PS starken Siemens-&-Halske-Sh-4-Motor ersetzt, um die Konstruktion preisgünstiger zu gestalten.
Das Unternehmen zog im Frühjahr des folgenden Jahres nach Kassel um. In Kassel setzte Gerner gemeinsam mit dem neu eingestellten Konstruktionsleiter Wilhelm Kirchner die Konstruktionsarbeiten an der Dietrich DP II 1923 bei der Flugzeugbau Richard Dietrich GmbH fort. Den Erstflug und die Erprobung des DP-II-Prototyps führte Dietrich selbst im Juli und August 1923 auf dem Flugplatz Kassel-Waldau durch, wobei sich der verwendete Sh-4-Motor als zu schwach erwies. Außerdem bestanden Zweifel an der genügenden Festigkeit des ohne Flügelstiele und Drahtverspannung konstruierten Tragwerks. Die DP-II-Konstruktion wurde aufgegeben. Der Prototyp wurde 1923 noch verschiedentlich der Öffentlichkeit präsentiert und dann abgestellt.

### Dietrich DP II a
Gerner und Kirchner überarbeiteten den DP-II-Entwurf daraufhin und versahen diesen wieder mit Verstrebungen und Spannseilen sowie mit dem stärkeren, 77 PS starken Motor Siemens & Halske Sh 5. Unter der Bezeichnung Dietrich DP IIa absolvierte ein weiterer Prototyp Ende 1923 den Erstflug. Er wurde danach der DVL in Berlin-Adlershof übergeben, die nach entsprechenden Tests im Frühjahr 1924 die Musterzulassung erteilte.
Für die Serienfertigung der Dietrich DP II a gründete Richard Dietrich mit dem Kasseler Industriellen Anatole Gobiet bereits im Sommer 1923 die Dietrich-Gobiet Flugzeugwerk AG, die Anfang 1924 die Serienfertigung aufnahm. Die ersten Kundenflugzeuge wurden im April 1924 zugelassen.
Bereits 1925 erkannte Richard Dietrich die Notwendigkeit zur Modernisierung des DP-II-a-Entwurfs und beauftragte den Konstruktionsleiter der Dietrich Flugzeugwerk AG, Paul John Hall, mit der Weiterentwicklung Dietrich DP XI, die allerdings nicht mehr in Serie gebaut wurde.

## Serienfertigung und Vertrieb
Die Serienfertigung lief Anfang 1924 noch in dem von Andreas Pöhlmann geführten Manufakturbetrieb der Flugzeugbau Richard Dietrich GmbH an. Hier entstanden bis Mitte 1924 zwölf DP II a. Nach den Sommerferien lief der Serienbaubetrieb in den von Erich Gammelin gestalteten Baugruppen-Werkstätten und einer Montagestraße an. Bis Jahresende 1924 entstanden weitere 14 DP II a. Zwei weitere Chargen von je 10 Flugzeugen entstanden zwischen April und September 1925. Nachdem die Dietrich Flugzeugwerk AG Ende 1925 unter Geschäftsaufsicht gestellt worden war, kam die Serienfertigung auch wegen starker Kapazitätsreduzierung weitgehend zum Erliegen. Bis Mitte 1926 entstanden noch fünf weitere DP II a. Insgesamt wurden bei der Dietrich-Gobiet- bzw. der Dietrich Flugzeugwerk AG damit 51 DP II a fertiggestellt. Drei unfertige Maschinen erwarb Andreas Pöhlmann aus der Konkursmasse und stellte diese 1928 bei der Phoenix Flugzeugbau Müller und Pöhlmann in Düsseldorf fertig. Die Gesamtzahl gebauter DP II a dürfte damit bei 54 Flugzeugen gelegen haben, zuzüglich je eines Prototyps für die DP II und DP II a.

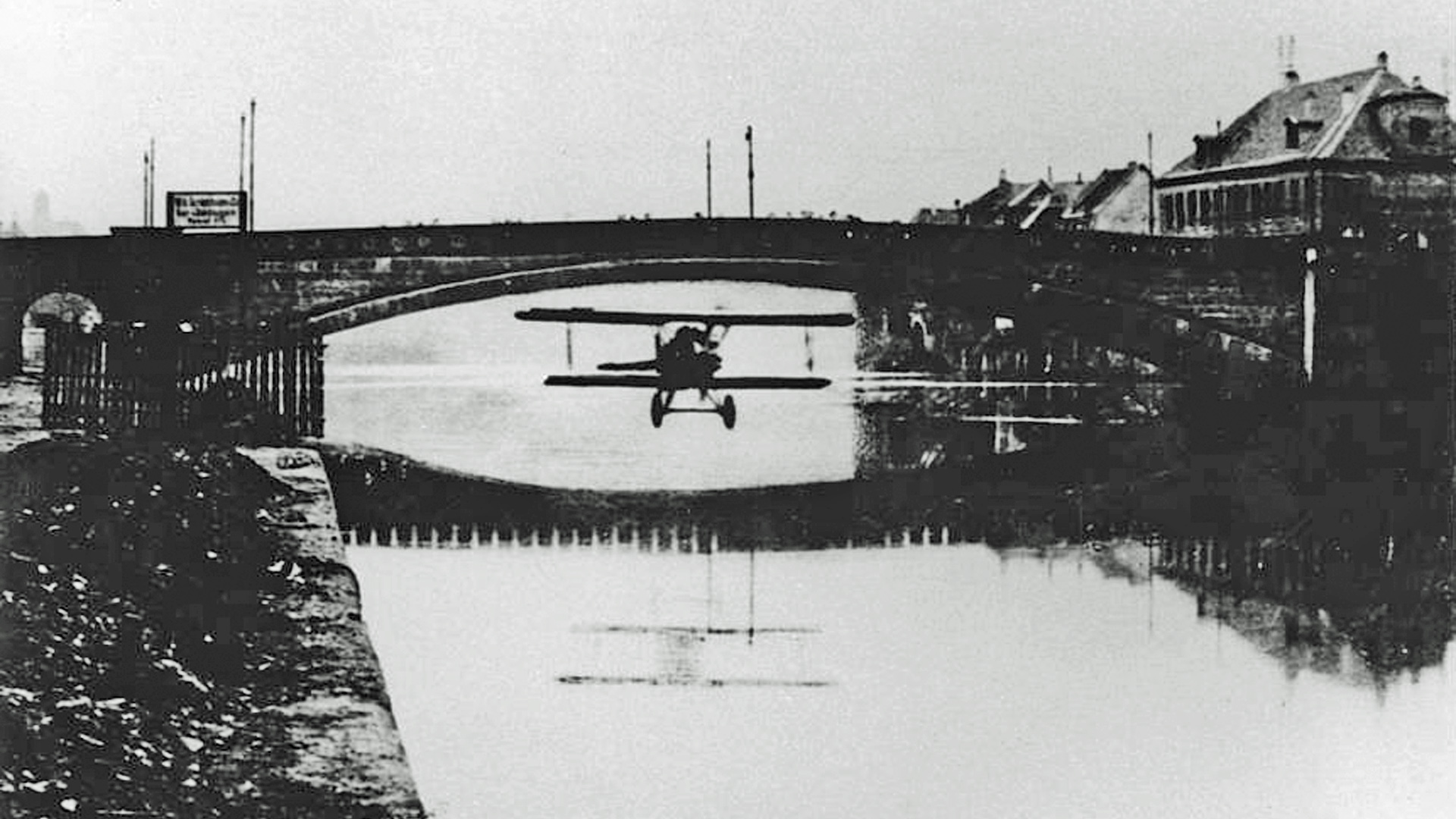
Der „Brückenflug“ von Kurt Katzenstein in einer zeitgenössischen Fotomontage

Für den Vertrieb bauten Dietrich und Gobiet ein deutschlandweites Netz von Vertriebsagenturen auf, zu denen unter anderem die Bäumer Aero GmbH in Hamburg und die Flugschule Bornemann in Berlin-Staaken gehörten. Um den Verkauf anzukurbeln, wurden von den erstgebauten Flugzeugen fünf dazu genutzt, in der ersten Jahreshälfte Werbeflüge über Berlin und Norddeutschland durchzuführen. Zusätzlich nahm eine von Antonius Raab geflogene DP II a am Königsberger Samland-Küstenflug teil und gewann am 18. Mai 1924 den in dessen Rahmen ausgetragenen Kunstflug-Wettbewerb. Beim Kunstflugausscheid der Ende Mai/Anfang Juni in Prag-Kbely stattfindenden Luftfahrtausstellung konnte Raab ebenfalls den ersten Platz belegen, was einige positive Resonanz und Bauaufträge nach sich zog. Mit einem Straßenstart am 12. Juli 1924, den er direkt vor dem Dietrich-Gobiet-Werk durchführte, verschaffte Raab der DP II a weitere öffentliche Aufmerksamkeit, die von dem in der Zwischenzeit zum Unternehmen gekommenen Kurt Katzenstein noch gesteigert wurde, als er im Oktober medienwirksam unter dem Bogen der Kasseler Fuldabrücke hindurchflog. Dietrich, Raab und Katzenstein nahmen in dieser Zeit als Kunstflug-Trio mit der DP II a an mehreren Flugveranstaltungen teil, die die Popularität des Flugwesens in der Bevölkerung vielfach steigerten. Beim Fünfländerflug über 525 Kilometer belegte die DP II a am 30. September 1924 in ihrer Klasse die ersten vier Plätze. Weitere Erfolge waren der Gewinn der ersten beiden Plätze in der Gesamtwertung beim Großflugtag in Berlin-Staaken am 12. April 1925 durch Rudolf Rienau und Victor Carganico und der Sieg beim Oberfrankenflug vom 2. bis 3. Mai in den Disziplinen Stafetten- und Geschwindigkeitdifferenzflug. Durch die erzielten Erfolge bei Wettbewerben und die spektakulär in Szene gesetzten Kunstflüge Raabs und Katzensteins sowie durch die ständige Präsenz auf den wöchentlich in Deutschland stattfindenden Flugtagen erzielte die Dietrich DP II a in der deutschen Öffentlichkeit einen hohen Bekanntheitsgrad. Bei Piloten war das Flugzeug wegen seiner Kunstflugtauglichkeit sehr beliebt.
Trotz des hohen Beliebtheitsgrades der Dietrich DP II a fanden sich in den wirtschaftlich schwierigen Nachkriegsjahren nur wenige private Käufer für das 12.000 RM teure Flugzeug. Hauptkunden waren kleinere Luftverkehrsgesellschaften, die das Flugzeug für Charter- und Rundflüge nutzten, sowie Flugschulen und kleinere Unternehmen, die das Flugzeug als Geschäfts- und Transportflugzeug nutzten. Da die Verkaufszahlen hinter den Erwartungen zurückblieben, reduzierte Dietrich bereits Mitte 1925 zunehmend die Produktionskapazitäten, ohne damit den Niedergang seines Unternehmens aufhalten zu können.

## Konstruktion
Die DP II ist ein verstrebter Doppeldecker in Gemischtbauweise. Der Rumpf bestand aus einem geschweißten Stahlrohrgerüst mit rechteckigem Querschnitt, Stoffbespannung und abnehmbaren Aluminiumblechen im Motorbereich. Er war mit zwei offenen, hintereinander liegenden Kabinen mit Doppelsteuer ausgestattet. Die Tragflächen waren aus Holz gefertigt und mit Stoff bespannt. Das Flugzeug besaß zur Gewichtverringerung und aerodynamischen Optimierung keine Drahtverspannung oder Flügelstiele zwischen den oberen und unteren Tragflächen, nur vom Oberflügel verliefen jeweils zwei Streben pro Seite zum unteren Rumpf.
Bei der DP II a hingegen waren die Außenflügel durch N-Streben miteinander verbunden und vom Oberflügel verlief je eine Strebe zur Motoraufhängung. Das Leitwerk besteht wie das Tragwerk aus einer stoffbespannten Holzkonstruktion. Das Fahrwerk wurde vom Vorgänger DP I Sperber übernommen; es ist starr und besteht aus zwei an Streben befestigten Scheibenrädern, die durch eine Achse miteinander verbunden sind. Am Heck befindet sich ein Schleifsporn.

## Technische Daten
| Kenngröße                                | Daten (DP II)                                                                    | Daten (DP II a)                                                                  |
| ---------------------------------------- | -------------------------------------------------------------------------------- | -------------------------------------------------------------------------------- |
| Besatzung                                | 1–2                                                                              | 1–2                                                                              |
| Spannweite                               | oben 7,20 m, unten 6,60 m                                                        | oben 7,20 m                                                                      |
| Länge                                    | 5,50 m                                                                           | 5,50 m                                                                           |
| Höhe                                     | 2,50 m                                                                           | 2,50 m                                                                           |
| Flügelfläche                             | 16,32 m²                                                                         | 16,32 m²                                                                         |
| Flächenbelastung                         | 31 kg/m²                                                                         | 38 kg/m²                                                                         |
| Leistungsbelastung                       | 8,3 kg/PS                                                                        | 7,8 kg/PS                                                                        |
| Leermasse                                | 340 kg                                                                           | 400 kg                                                                           |
| Zuladung                                 | 160 kg                                                                           | 220 kg                                                                           |
| Startmasse                               | 500 kg                                                                           | 620 kg                                                                           |
| Antrieb                                  | ein luftgekühlter Fünfzylinder-Sternmotor Siemens & Halske Sh 4                  | ein luftgekühlter Siebenzylinder-Sternmotor Siemens & Halske Sh 5                |
| Startleistung Nennleistung Dauerleistung | 62 PS (46 kW) bei 1600/min 58 PS (43 kW) bei 1500/min 50 PS (37 kW) bei 1350/min | 85 PS (63 kW) bei 1600/min 80 PS (59 kW) bei 1550/min 76 PS (56 kW) bei 1500/min |
| Kraftstoffvolumen                        | 60 kg                                                                            | 70 kg                                                                            |
| Höchstgeschwindigkeit                    | 140 km/h in Bodennähe                                                            | 160 km/h in Bodennähe                                                            |
| Steigzeit                                | 9 min auf 1000 m Höhe 19 min auf 2000 m Höhe                                     | 6 min auf 1000 m Höhe 13 min auf 2000 m Höhe                                     |
| Gipfelhöhe                               | 2800 m                                                                           | 3200 m                                                                           |
| Aktionsradius                            | maximal 500 km                                                                   | maximal 525 km                                                                   |
| Flugdauer                                | 4 h                                                                              | 3 h                                                                              |